# ASAP Rocky
Rakim Mayers (født 3. oktober 1988 i New York), bedre kendt som A$AP Rocky, er en hiphop-rapper og musikvideoinstruktør fra USA. Han er desuden medlem af hiphop-kollektivet A$AP Mob og fik sit gennembrud med numrene "Purple Swag" og "Peso".

## Opvækst og karriere
A$AP Rocky kommer fra Harlem, New York, ligesom de øvrige medlemmer af A$AP Mob. A$AP Rocky har en "Mode-fetish" og har selv designet tøj med mærker som Guess og Calvin Klein og samarbejdet med flere mærker og designere inden for modeindustrien Bl.a. Dior Homme, Jeremy scott, Adidas og Under Armour, som han designede en sko for, som udkom i efteråret 2018. Desuden er han ejer af “Awge” som er (ifølge Rocky selv) et kreativt agentur. Flere af Rockys venner og bekendte er med til at designe tøj i selskabet. I januar 2013 udkom hans første album, LongLiveASAP, med numre som "Fashion Killa", "Goldie" og "Wild For The Night". Musikvideoen til "Wild For the Night" er optaget i Den Dominikanske Republik hvor hans familie stammer fra.
I 2012 rappede han et vers på et remix af sangen "Cockiness" af Rihanna. I 2013 deltog han i Rihannas World Diamonds Tour. 
A$AP Rocky er gode venner med rapperne A$AP FERG og Tyler The Creator. A$AP Rocky siger selv han kan få Tyler The Creator til at lyde helt speciel. De to rappere lavede senere end såkaldt “freestyle sang” sammen, ved navn Potato Salad. Først blev den kun udgivet på Youtube, men efter at populariteten for sangen steg, gik der ikke længe før den også blev udgivet på normale streamingtjenester, som Spotify.
Han er opkaldt efter rapperen Rakim, og hans søster er opkaldt efter Eric B som var Rakims producer i gruppen Eric B & Rakim
Omkring 16 års alderen kom A$AP Rocky i fængsel for narko relaterede årsager. Da han kom ud af fængslet flyttede han til New Jersey for at koncentrere sig om det han elskede at lave, nemlig musikken og rap.

### Anholdt i Sverige
A$AP Rocky blev i juli 2019 varetægtsfængslet i Sverige sigtet for overfald i forbindelse med et gadeslagsmål. Den amerikanske præsident Donald Trump opfordrede på Twitter den svenske statsminister Stefan Löfven til at hjælpe med at få rapperen løsladt, hvilket statsministeren afviste. Han blev efterfølgende dømt for vold og fik en betinget dom, han valgte ikke at anke.

## Diskografi
- LiveLoveA$AP (debutmixtape, 2011) med Wandy lam
  - "Peso" (Single)
  - "Purple Swag" (Single)
- LongLiveASAP (debutalbum, 2012) 
  - "Goldie" (Single produceret af Hit-Boy)
  - "Fuckin' Problems" (Single med Drake, 2 Chainz og Kendrick Lamar))
  - "Wild for the Night" (Single med Skrillex og Birdy Nam Nam)
  - "Fashion Killa"" (Single)
- Beauty and the Beast: Slowed Down Sessions (Chapter 1) (Som Lord Flacko, udgivelsesdato ikke offentliggjort)
  - "Multiply" med Juicy J (Single, album ikke offentliggjort)

- At.Long.Last.ASAP

- TESTING (Album, med kunstnere som Skepta, Frank Ocean, French Montana, Juicy J og Kodak Black) (2018)
- Sundress (Single) (2018)

## Film/TV-Serier/Dokumentar
- SVDDXNLY - Dokumentar af Noisey - Delt op i 5 episoder
- Dope - High School Comedy - 2015